# 2013 B1A4 Limited Show AMAZING STORE

## 소개
"2013 Limited Show AMAZING STORE"는 대한민국의 아이돌 그룹 B1A4의 두 번째 단독 콘서트 투어이다. 서울 유니클로 악스홀에서 총 5번의 무대를 가진 후, 도쿄에서 2번의 무대로 콘서트 투어를 끝마쳤다. 팬들 사이에선 줄여서 어메콘 또는 B1A4가 장난감 컨셉으로 등장한다는 이유로 토이콘으로 불리고 있다.

## 투어 일정
| 날짜     | 국가     | 도시   | 장소            |
| 2013년   | 2013년   | 2013년 | 2013년          |
| -------- | -------- | ------ | --------------- |
| 8월 7일  | 대한민국 | 서울   | 유니클로 악스홀 |
| 8월 8일  | 대한민국 | 서울   | 유니클로 악스홀 |
| 8월 9일  | 대한민국 | 서울   | 유니클로 악스홀 |
| 8월 10일 | 대한민국 | 서울   | 유니클로 악스홀 |
| 8월 11일 | 대한민국 | 서울   | 유니클로 악스홀 |
| 8월 27일 | 일본     | 도쿄   | Zepp 도쿄       |
| 8월 28일 | 일본     | 도쿄   | Zepp 도쿄       |

## 관련 상품 발매
| 종류 | 관련 정보                                                           |
| ---- | ------------------------------------------------------------------- |
| DVD  | 2013 B1A4 Limited Show AMAZING STORE DVD - 발매일 : 2014년 2월 27일 |